# Bâtiment de l'Assemblée nationale (Bulgarie)
Pour les articles homonymes, voir Bâtiment de l'Assemblée nationale.
Le bâtiment de l'Assemblée nationale (en bulgare : Сграда на Народното събрание) est un édifice législatif situé à Sofia en Bulgarie. Il abrite les débats de l'Assemblée nationale, le parlement bulgare.

## Situation
Situé dans le centre-ville de Sofia, le bâtiment est conçu dans un style néo-Renaissance par l'architecte serbe Konstantin Jovanović et construit entre 1884 et 1886.

## Histoire
En septembre 2020, l'Assemblée nationale déménage dans l'ancienne maison du parti communiste bulgare située au Largo à Sofia qui abrite déjà une annexe du parlement.
À la suite des élections législatives d'avril 2021, l'Assemblée nationale revient dans son bâtiment d'origine. La nouvelle majorité dirigée par l'opposition considère la maison du parti comme un héritage du passé communiste du pays. 
Début août 2023, l'Assemblée nationale annonce qu'elle déménage de nouveau dans l'ancienne maison du parti pour une durée temporaire d'ici septembre, en raison des travaux de rénovations du bâtiment de l'Assemblée nationale.